# Мартин, Райя
Райя Мартин (англ. Raya Martin, 1984, Манила) — филиппинский кинорежиссёр, сценарист, продюсер, яркий представитель нового независимого кино Филиппин.

## Биография
Младший ребенок в образованной семье, отец — издатель, мать — страховой агент, оба — левых взглядов, политические активисты. Брат — поэт и журналист, сестра — преподаватель в начальной школе. Начал снимать домашнее кино в пятилетнем возрасте.

## Творчество
В своих фильмах обращается к истории Филиппин и, в частности, к начальному периоду филиппинского кино, но считает свой подход противоположным подходу историка или архивиста (как, впрочем, не разделяет и меланхолической ностальгии Лава Диаса по провинциальной жизни прошедших времен).

## Избранная фильмография
- 2004: Bakasyon (короткометражный, премия Ишмаэля Берналя молодому кинематографисту на МКФ Синеманила)
- 2005: Короткий фильм о Филиппинах / Maicling pelicula nañg ysañg Indio Nacional (композитор — Хавн Де Ла Крус)
- 2005: Остров на краю земли / No pongso do tedted no mondo: Ang isla sa dulo ng mundo (документальный)
- 2007: Автоистория / Autohystoria (две премии МКФ Синеманила, специальное упоминание на Фестивале документального кино в Марселе)
- 2008: Possible Lovers
- 2008: Now Showing
- 2008: Следующее увлечение / Next Attraction (Большая премия жюри МКФ Синеманила)
- 2009: Независимость / Independencia (две премии МКФ в Бангкоке, две премии МКФ в Вальдивии)
- 2009: Манила / Manila
- 2011: Спокойной ночи, Испания / Buenas noches, España
- 2012: Большая киновечеринка / The Great Cinema Party
- 2013: Как исчезнуть без следа / How to Disappear Completely (две премии МКФ Синеманила)
- 2013: Последний фильм / La última película (документальный)

## Признание
Неоднократный лауреат национальных и международных кинопремий. Член жюри Сан-Себастьянского МКФ (2010). Ретроспективы работ режиссёра были показаны в Париже, Буэнос-Айресе, Мехико, Касселе (documenta 13), Сеуле, Нью-Йорке.